# Choux
Choux település Franciaországban, Jura megyében. Lakosainak száma 136 fő (2022. január 1.). Choux Vulvoz, Les Bouchoux, Rogna és Viry községekkel határos.

## Népesség
A település népességének változása:
| Lakosok száma | 121  | 81   | 135  | 144  | 120  | 119  | 119  | 124  | 127  | 136  |
|               | 1968 | 1982 | 1990 | 2006 | 2013 | 2015 | 2017 | 2019 | 2020 | 2022 |